# Dzioborożec białodzioby
Dzioborożec białodzioby (Anthracoceros malayanus) – gatunek dużego ptaka z rodziny dzioborożców (Bucerotidae). Zamieszkuje Azję Południowo-Wschodnią.  Jest narażony na wyginięcie.

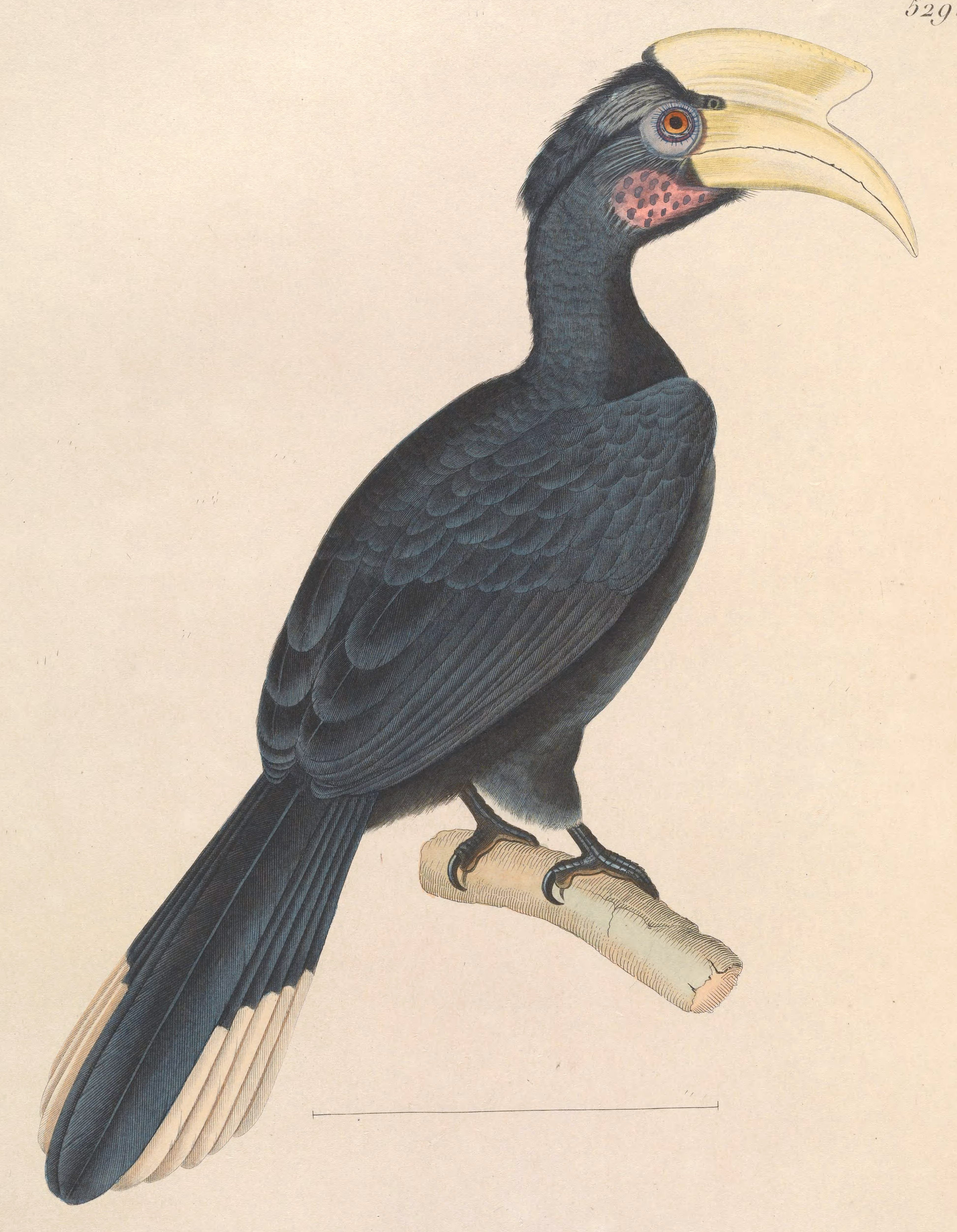
Samiec dzioborożca białodziobego (1838)

SystematykaPo raz pierwszy zgodnie z zasadami nazewnictwa binominalnego gatunek ten opisał Thomas Stamford Raffles w 1822 roku na łamach „Transactions of the Linnean Society of London”. Autor nadał gatunkowi nazwę Buceros malayanus, a jako miejsce typowe wskazał okolice Malakki. Obecnie gatunek umieszczany jest w rodzaju Anthracoceros. Nie wyróżnia się podgatunków. Opisano podgatunek deminutus, ale nie jest on obecnie uznawany.
RozmiaryDługość ciała 60–65 cm; masa ciała samców około 1050 g.
Zasięg występowaniaZamieszkuje Półwysep Malajski, Borneo, Sumatrę i sąsiednie wyspy, m.in. Bangka, Belitung. Występuje na terytoriach następujących państw: Brunei, Indonezja, Malezja i Tajlandia; w Singapurze wymarł.
BiotopTropikalne i subtropikalne lasy nizinne.
LęgiRozród tego ptaka nie jest dobrze poznany. Prawdopodobnie nie ma określonego sezonu lęgowego, lęgi odnotowywano w różnych porach roku. Nie zawsze odbywa lęgi każdego roku. Gniazdo umieszczone jest w naturalnych zagłębieniach w drzewach, być może także w dziuplach wykutych przez dzięcioły.
PożywienieŻywi się głównie dużymi owocami, sporadycznie dietę uzupełnia drobnymi zwierzętami, np. owadami czy nietoperzami, zjada też ptasie jaja.
StatusMiędzynarodowa Unia Ochrony Przyrody (IUCN) od 2018 roku uznaje dzioborożca białodziobego za gatunek narażony na wyginięcie (VU – Vulnerable). Wcześniej klasyfikowała go jako gatunek bliski zagrożenia (NT – Near Threatened). Liczebność populacji nie została oszacowana, ale ptak ten opisywany jest jako lokalnie pospolity. Trend liczebności oceniany jest jako spadkowy. Głównym zagrożeniem dla gatunku jest wycinka lasów stanowiących jego siedliska, w mniejszym stopniu także presja ze strony myśliwych.